# Zelfverwerkelijking
Zelfverwerkelijking, ook wel zelfrealisatie genoemd, is de verwezenlijking of realisatie van zichzelf.

## Verschillende betekenissen
Het begrip zelfverwerkelijking wordt zowel in westerse als in Aziatische culturen gebruikt. Het heeft daarin verschillende betekenissen. In het westen is het bekend in de psychologie, de filosofie, en de spiritualiteit. Het kan daarin verschillende betekenissen hebben, maar staat over het algemeen voor het realiseren van een persoonlijke essentie.
In Aziatische culturen staat het voor het realiseren van een onpersoonlijke essentie, zoals in verlichting in het boeddhisme, verlossing en moksha.

## Westers
Over zelfverwerkelijking bestaan verschillende opvattingen. Een onderscheid valt te maken naar:
1. Sociaal gerichte zelfverwerkelijking: een mens verwerkelijkt zich als sociaal wezen. Het existentialisme benadrukt deze vorm van zelfverwerkelijking.
2. Op zichzelf gerichte, individuele, zelfverwerkelijking: leven in volle vrijheid. Zie bijvoorbeeld Max Stirner of Nietzsche.
3. Het overstijgen van het ego en de realisatie van eenheid met het totale Zijn of universeel bewustzijn. Zie bijvoorbeeld Ramana Maharshi of Meester Eckhart.

### Psychologie
Carl Gustav Jung zag de realisatie van het zelf door middel van het individuatieproces als een natuurlijke vereiste voor de ontwikkeling van de mens.
De term zelfactualisering is ingevoerd door de Amerikaanse psycholoog Abraham Maslow en heeft ongeveer dezelfde betekenis.

### Spiritualiteit
Zelfverwerkelijking als hedendaags spiritueel concept is een subjectief proces, waarin uiteenlopende begrippen een rol kunnen spelen. Vaak wordt het gezien als een proces dat zich binnen in de mens afspeelt en geen directe betrokkenheid heeft op de wereld. Anderen zien zelfverwerkelijking in de momenten wanneer welvaart of welzijn wordt bereikt.

## Aziatisch

### Yoga
In yoga en advaita staat zelfverwerkelijking voor het realiseren van de eenheid van atman met brahman. Zelfverwerkelijking kan gerealiseerd worden door meditatie te beoefenen. In de Yogasoetra's schreef Patanjali zijn visie hierover. Een mens die het spel van het dualisme of van de drie guna's doorziet, wat zich afspeelt in het denken, zou vrij zijn van de begoochelingen van het denken.
Volgens sahaja-yoga is zelfverwerkelijking het resultaat van het oprijzen van de kundalini (levenskracht). Deze rust in ons heiligbeen, en wordt door yoga opgewekt. Via de zeven chakras stijgt deze levenskracht omhoog door het lichaam, waarna het zijn uittreding doet tussen het middelpunt van de vier fontanelbeenderen op het schedelvlak. Hierbij is een verkoelend, verfrissend gevoel van verlichting waar te nemen.